# Gilbert z Caithness

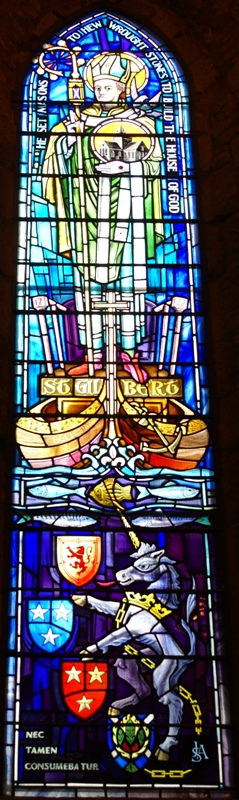
Witraż ze św. Gilbertem w katedrze w Dornoch.

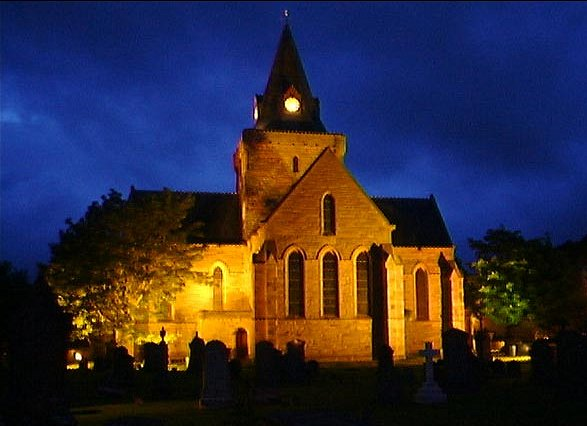
Kościół katedralny w Dornoch.

Gilbert z Caithness, również Gilbert z Dornoch, wcześniej Gilbert z Moray (ur.? w Moray, zm. 1 kwietnia 1245 w Dornoch) – szkocki biskup, fundator katedry w Dornoch, święty Kościoła katolickiego.
Pochodził ze Szkocji, gdzie był 4. biskupem diecezji Caithness w latach 1223-1245. Zakładał przytułki dla ubogich. Był założycielem katedry w Dornoch, w której został pochowany.
Jego wspomnienie liturgiczne obchodzone jest 1 kwietnia.